# Tawru
Tawru (gr. Ταύρου, tur. Pamuklu) – wieś na Cyprze, w dystrykcie Famagusta. Obecnie znajduje się w granicach Cypru Północnego.